# Zoltán Ribli
Zoltán Ribli (Mohács, 6 settembre 1951) è uno scacchista ungherese.

## Biografia
Grande maestro a 22 anni nel 1973, fu uno dei più forti giocatori ungheresi del ventennio 1970-1990. Giocò in seconda scacchiera quando l'Ungheria ottenne la storica vittoria alle olimpiadi di Buenos Aires 1978 (le uniche non vinte dai sovietici tra quelle a cui parteciparono). Il suo massimo punteggio Elo è stato di 2625 punti, mentre nella lista di gennaio 2020 ha 2530 punti.
Nel 1969 fu 1º al campionato europeo juniores, ripetendo il successo in solitaria nel 1971. Vinse tre volte (nel 1973, 1974 e 1977) il campionato ungherese. Nel 1982 vinse il torneo interzonale di Las Palmas con 9/13, ottenendo il diritto a disputare il torneo dei candidati. Nel primo match contro il filippino Eugenio Torre, svoltosi ad Alicante in aprile del 1983, prevalse per +3 –1 =6, ma nella semifinale con Vasilij Smyslov, disputata a Londra in dicembre, perse +1 –3 =6. Da notare che, in caso di vittoria con Smyslov, Ribli avrebbe incontrato Kasparov nella finale dei candidati.

## Risultati principali

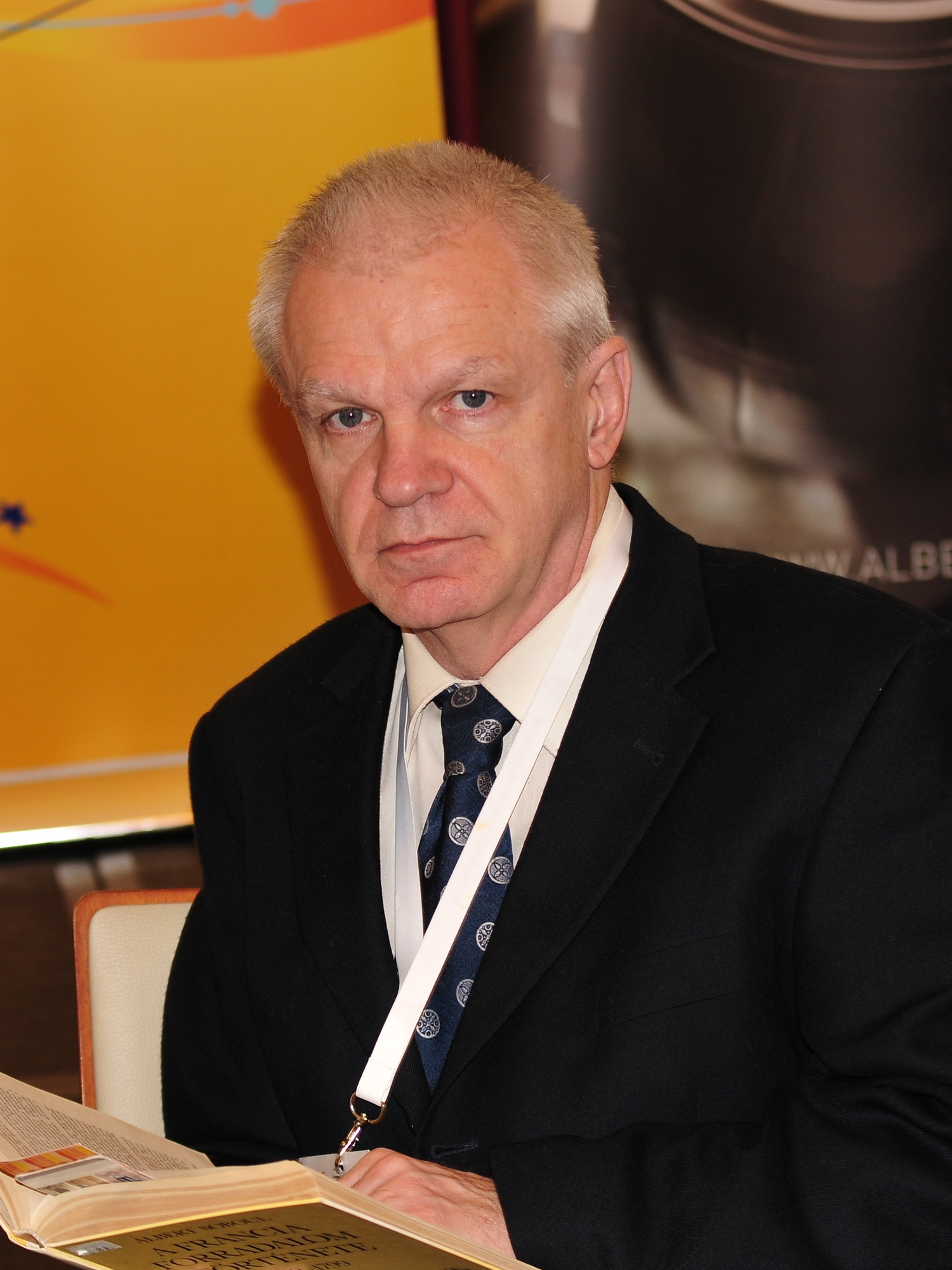
Nel 2013

- 1972 : =1º con Aleksey Suėtin a Kecskemét
- 1975 : =1º a Budapest con Leŭ Paluhaeŭski
- 1978 : 2º ad Amsterdam dietro a Jan Timman
- 1979 : =2º a Bled/Portorose con Bent Larsen, dietro a Timman
- 1980 : 1º a Città del Messico
- 1981 : =1º con Tony Miles a Baden-Baden
- 1983 : 2º al torneo di Wijk aan Zee, dietro a Ulf Andersson
- 1984 : 2º a Bugojno, dietro a Timman
- 1985 : =1º al Vidmar memorial di Portoroz/Lubiana, con Miles e Portisch
- 1986 : 1º a Dortmund
- 1987 : 1º al torneo di Capodanno di Reggio Emilia 1986/87
- 1989 : =1º al torneo di Wijk aan Zee, con Anand, Sax e Nikolić
- 2002 : 1º al torneo Hotel Opatija di Castua